# SPFS
SPFS（金融メッセージ転送システム）とは、ロシア連邦中央銀行—ロシアの金融情報伝達・決済用銀行間システムであり、メガレギュレーター(ru:Мегарегулятор)の情報通信システムに基づいて機能している。
2018年半ばの時点で、ロシアの銀行を中心に（ほぼすべてのロシア地域が対象）400以上の組織がSPFSのユーザーとなっている。
このように、ロシアのSPFSのユーザー数は、SWIFTの参加者数を上回った。
なお、24時間365日稼働しているSWIFTと異なり平日の営業時間中しか稼働しておらず、送受信可能なメッセージの容量に制限があり複雑な取引への対応能力が未知数であること、またSWIFTほど国際的に普及していない（2022年6月29日時点で12カ国70行が対応。一方、SWIFTには202カ国・地域の約7800行が対応している）ことから、SWIFTの完全な代替にはなり得ないとする指摘もある。